# Синеголовый астрильд
Синеголовый астрильд (лат. Uraeginthus cyanocephalus) — вид птиц из семейства вьюрковых ткачиков. Неплохо переносит неволю, но с трудом в ней размножается.

## Распространение
Обитают в Восточной Африке в Эфиопии, Кении, Сомали, Южном Судане и Танзании.

## Описание
Обычно длина птиц не превышает 7.5 см. У самцов верх головы окрашен в голубой цвет.

## Биология
Питаются семенами и мелкими насекомыми. Пары птиц танцуют, держа ветки в своих клювах. Съемка с использованием высокоскоростной камеры показывает, что партнеры постукивают ногами от двадцати пяти до пятидесяти раз в секунду, издавая жужжащий звук.
МСОП присвоил виду охранный статус LC.